# Enerjet
Enerjet era uma companhia aérea canadense com sede em Alberta. Sua base principal era o Aeroporto Internacional de Calgary. Foi fundada como New Air & Tours em 2006 e mudou de nome para Enerjet em 20 de outubro de 2008. Em 16 de novembro de 2021, a Enerjet foi renomeada como Lynx Air.

## Frota
A frota da Enerjet consistia nas seguintes aeronaves:
| Aeronaves      | Em Serviço | Ordens | Passageiros | Notas |
| -------------- | ---------- | ------ | ----------- | ----- |
| Boeing 737-700 | 7          | –      | 137-148     |       |
| Boeing 737-800 | 2          | –      | 189         |       |
| Total          | 9          | 0      |             |       |